# Xystrocera velutina
Xystrocera velutina là một loài bọ cánh cứng trong họ Cerambycidae.